# Luduș
Luduș é uma cidade da Romênia com 18.647 habitantes, localizada no distrito de de Mureș.